# Organización Regional Africana de Propiedad Intelectual
La Organización Regional Africana de la Propiedad Intelectual, conocida también por sus siglas en inglés, ARIPO, es una organización intergubernamental para la cooperación entre los estados africanos en materia de patentes y otras cuestiones de propiedad intelectual. La ARIPO fue establecida por el Acuerdo de Lusaka  de 1976. Tiene capacidad para conocer de solicitudes de patentes y marcas registradas en sus Estados miembros que son partes de los protocolos de Harare (patentes), Banjul (marcas) y Arusha (variedades vegetales).  ARIPO también cuenta con un protocolo sobre la protección de los conocimientos tradicionales, el Protocolo de Swakopmund, firmado en 2010 por 9 Estados miembros de la organización que entró en vigor el 11 de mayo de 2015 y fue modificado el 6 de diciembre de 2016.
ARIPO tiene el código WIPO ST.3 AP. Sus 22 Estados miembros  son en su mayoría países de habla inglesa. El último país en incorporarse a la ARIPO, en 2022, fue Cabo Verde.

## Historia

### Acuerdo de Lusaka
En un seminario sobre patentes y derechos de autor para países africanos de habla inglesa organizado en octubre de 1972 por la Organización Mundial de la Propiedad Intelectual (OMPI), los representantes de los países respaldaron un plan para que la OMPI y la Comisión Económica de las Naciones Unidas para África (CEPA) organizaran una conferencia para discutir la armonización de la legislación sobre propiedad industrial y la creación de una oficina central. La conferencia, a la que fueron invitados 19 países de habla inglesa, tuvo lugar en Addis Abeba, Etiopía, del 4 al 10 de junio de 1974. Durante la conferencia, se preparó un proyecto de acuerdo para el establecimiento de una organización sobre propiedad industrial para los países africanos de habla inglesa y se aprobaron varias resoluciones para facilitar ese objetivo. Asimismo, se acordó celebrar eventualmente una conferencia diplomática para adoptar el proyecto.
La conferencia diplomática para adoptar el acuerdo fue convocada posteriormente por la OMPI y la CEPA en Lusaka, Zambia, del 6 al 9 de diciembre de 1976. Trece países africanos de habla inglesa enviaron delegados. El "Acuerdo sobre la creación de la Organización de la Propiedad Industrial para el África de habla inglesa" (Acuerdo de Lusaka) fue adoptado el 9 de diciembre de 1976, con Ghana, Kenia, Mauricio, Somalia, Uganda y Zambia como signatarios originales y entró en vigor el 15 de febrero de 1978. El objetivo general de la nueva organización regional, conocida en ese momento como ESARIPO, era lograr un mayor grado de cooperación regional en el área de propiedad industrial; esto incluyó esfuerzos para trabajar hacia la armonización y el desarrollo conjunto de leyes nacionales de propiedad industrial. La organización tenía su sede originalmente en Nairobi, Kenia, hasta que en 1981 se decidió trasladarla a Harare, Zimbabwe.
En virtud del Acuerdo de Lusaka, la membresía al ESARIPO estaba originalmente abierta a los países africanos de habla inglesa (artículo VI). El Acuerdo también disponía que la organización mantuviera una estrecha relación de trabajo con la OMPI y la CEPA (artículo V) y cooperara con otras organizaciones apropiadas (artículo VI), como la OAPI. Al principio, ESARIPO se centró especialmente en los esfuerzos de armonización en el área del derecho de patentes. En la Conferencia Diplomática de Lusaka, los miembros pidieron que hasta que la organización hubiera establecido su propia secretaría, la OMPI y la UNECA deberían "tomar las medidas preparatorias necesarias para la implementación del proyecto para establecer un centro de documentación de patentes en el marco de una oficina regional". Este proceso culminó con la adopción del Protocolo de Harare sobre patentes de diseños en 1982.

## Estados miembros
| País                  | Fecha de adhesión o ratificación | Fecha de adhesión o ratificación | Fecha de adhesión o ratificación | Fecha de adhesión o ratificación | Fecha de adhesión o ratificación      |
| País                  | Acuerdo de Lusaka                | Protocolo de Harare              | Protocolo de Banjul              | Protocolo de Swakopmund          | Protocolo de Arusha (aún no en vigor) |
| --------------------- | -------------------------------- | -------------------------------- | -------------------------------- | -------------------------------- | ------------------------------------- |
| Botsuana              | 6 de febrero de 1985             | 6 de mayo de 1985                | 29 de octubre de 2003            | 28 de marzo de 2012              | X                                     |
| Cabo Verde            | 14 de julio de 2022              | 14 de octubre de 2022            | 14 de octubre de 2022            | 14 de octubre de 2022            | 14 de julio de 2022                   |
| Suazilandia           | 17 de diciembre de 1987          | 17 de marzo de 1988              | 6 de marzo de 1997               | X                                | X                                     |
| Gambia                | 15 de febrero de 1978            | 16 de enero de 1986              | 3 de agosto de 2021              | 11 de febrero de 2015            | X                                     |
| Ghana                 | 15 de febrero de 1978            | 25 de abril de 1984              | X                                | X                                | X                                     |
| Kenia                 | 15 de febrero de 1978            | 24 de octubre de 1984            | X                                | X                                | X                                     |
| Lesoto                | 23 de julio de 1987              | 23 de octubre de 1987            | 12 de febrero de 1999            | X                                | X                                     |
| Liberia               | 24 de diciembre de 2009          | 24 de marzo de 2010              | 24 de marzo de 2010              | 25 de octubre de 2016            | X                                     |
| Malaui                | 15 de febrero de 1978            | 25 de abril de 1984              | 6 de marzo de 1997               | 20 de diciembre de 2012          | X                                     |
| Mauricio              | 25 de septiembre de 2020         | X                                | X                                | X                                | X                                     |
| Mozambique            | 8 de febrero de 2000             | 8 de mayo de 2000                | 5 de agosto de 2020              | X                                | X                                     |
| Namibia               | 14 de octubre de 2003            | 23 de abril de 2004              | 14 de enero de 2004              | 11 de febrero de 2015            | X                                     |
| Ruanda                | 24 de junio de 2011              | 24 de septiembre de 2011         | X                                | 16 de julio de 2012              | 7 de junio de 2019                    |
| Santo Tomé y Príncipe | 19 de mayo de 2014               | 19 de agosto de 2014             | 27 de febrero de 2016            | X                                | 29 de septiembre de 2020              |
| Seychelles            | 1 de octubre de 2021             | 1 de enero de 2022               | X                                | X                                | X                                     |
| Sierra Leona          | 5 de diciembre de 1980           | 25 de febrero de 1999            | X                                | X                                | X                                     |
| Somalia               | 10 de diciembre de 1981          | X                                | X                                | X                                | X                                     |
| Sudán                 | 2 de mayo de 1978                | 25 de abril de 1984              | X                                | X                                | X                                     |
| Tanzania              | 12 de octubre de 1983            | 1 de septiembre de 1999          | 1 de septiembre de 1999          | X                                | X                                     |
| Uganda                | 8 de agosto de 1978              | 25 de abril de 1984              | 21 de noviembre de 2000          | X                                | X                                     |
| Zambia                | 15 de febrero de 1978            | 26 de febrero de 1986            | X                                | 28 de agosto de 2015             | X                                     |
| Zimbabue              | 11 de noviembre de 1980          | 25 de abril de 1984              | 6 de marzo de 1997               | 22 de abril de 2013              | X                                     |

## Estados observantes
1. Argelia
2. Angola
3. Burundi
4. Egipto
5. Eritrea
6. Etiopía
7. Libia
8. Nigeria
9. Sudáfrica
10. Túnez

## Estructura
La estructura organizativa de la ARIPO consta de cuatro órganos: el Consejo de Ministros, el Consejo Administrativo, la Secretaría y la Sala de Apelación.
También posee un director general. Desde el 1 de enero de 2021, tal puesto es ostentado por Bemanya Twebaze.